# 依兰山脉
依兰山脉是一条位于加里曼丹岛的山脉，为印度尼西亚和马来西亚砂拉越州的分界线。该条山脉也是马来西亚最长的河流拉让江的源头。